# Byl jednou jeden polda II – Major Maisner opět zasahuje!
Byl jednou jeden polda II – Major Maisner opět zasahuje! je česká filmová komedie z roku 1997 režiséra Jaroslava Soukupa. Jedná se o druhý díl filmové trilogie Byl jednou jeden polda.

## Děj
Major Maisner byl vyhoštěn z USA a následně dopraven na pražské letiště. Vrací se na střední policejní školy, kde před svým odletem působil. Střetává se zde s bývalými žáky, kteří tady začali vyučovat. Všem vypráví své poněkud přibarvené historky ze Spojených států. Nevědomky do Čech propašoval počítačový čip. Trojice gangsterů ho pronásleduje a snaží se ho přinutit k tomu, aby jim čip předal. Kromě gangsterů ho pronásledují i zamilované ženy. Maisner se ale všemu ubrání a nakonec vše vyřeší. Na konci filmu je znova povýšen.

## Obsazení
| Ladislav Potměšil          | major, později poručík Václav Maisner, učitel policejní školy                   |
| Jaroslav Sypal             | policejní kapitán René Hrubec, velitel policejní školy                          |
| Ivan Gübel                 | policejní poručík Kuře, učitel policejní školy                                  |
| Jana Synková               | psycholožka prom. Mgr. Jiřina Kudláková, CSc.                                   |
| Petra Martincová           | policejní strážmistr Boženka Vinklářová, učitelka daktyloskopie                 |
| Miroslav Moravec           | náměstek ministra vnitra Dostál                                                 |
| Václav Mareš               | ministr vnitra                                                                  |
| Rudolf Hrušínský           | patolog MUDr. Slavíček                                                          |
| Simona Krainová            | průvodkyně Simona Ptáčková alias kapitán FBI Simona Ptacek (mluví Ljuba Krbová) |
| Viktor Vrabec              | turista-agent FBI Gores zvaný Profesor                                          |
| Hana Gregorová             | turistka-agentka FBI Effie zvaná Ofélie                                         |
| Rudolf Hrušínský nejmladší | policista Robert, učitel asijských sportů                                       |
| Tomáš Matonoha             | kolotočář Štefan Světský zvaný Indián, bývalý frekventant                       |
| Radka Stupková             | sekretářka náměstka ministra vnitra Maruška                                     |
| Oldřich Navrátil           | policejní důstojník, počítačový specialista                                     |
| Miroslav Nohýnek           | policejní důstojník, instruktor společenské výchovy                             |
| Jan Hraběta                | zřízenec na patologii Koudelka                                                  |

## Návštěvnost
Od své premiéry v lednu 1997 až do 31. prosince 1997 vidělo film v českých kinech v rámci 2 422 představení celkem 255 864 diváků, čímž se stal osmým nejnavštěvovanějším filmem roku 1997. Celkové tržby za rok 1997 dosáhly 8 670 364 Kč.